# Europäische Behörde für Lebensmittelsicherheit
Die Europäische Behörde für Lebensmittelsicherheit (englisch European Food Safety Authority, EFSA) ist eine Agentur der Europäischen Union, die wissenschaftliche Beratung zu bestehenden und neu auftretenden Risiken entlang der Lebensmittelkette leistet und über diese informiert. Die Arbeit der Behörde deckt alle Themenbereiche ab, die einen direkten oder indirekten Bezug zur Lebens- und Futtermittelsicherheit haben, einschließlich Tiergesundheit und Tierschutz, Pflanzenschutz und Pflanzengesundheit sowie Ernährung.
Die Agentur wurde im Januar 2002 infolge einer Reihe von Lebensmittelkrisen in den späten 1990er Jahren gegründet und hat ihren Sitz in Parma (Italien). Rechtsgrundlage ist die Verordnung Nr. 178/2002 des Europäischen Parlaments und des Rates.
Die wissenschaftlichen Bewertungen der Agentur sollen der Europäischen Kommission, dem Europäischen Parlament und den EU-Mitgliedstaaten helfen, effektive und zeitnahe Risikomanagemententscheidungen zu treffen, die den Gesundheitsschutz der europäischen Verbraucher und die Sicherheit der Lebens- und Futtermittelkette gewährleisten.
Die Behörde ist gehalten, die Öffentlichkeit auf offene und transparente Art und Weise über alle ihren Tätigkeitsbereich betreffenden Belange zu informieren.

## Tätigkeitsbereich
Die Tätigkeit dient den politischen Entscheidungsträgern bei der Verabschiedung oder Überarbeitung europäischer Rechtsvorschriften über Lebensmittel- und Futtermittelsicherheit, bei der Entscheidung über die Zulassung geregelter Stoffe wie Pestizide und Lebensmittelzusatzstoffe oder bei der Entwicklung neuer rechtlicher Rahmen und Grundsätze, beispielsweise im Bereich der Ernährung.
Die Agentur hat zu vielen Themen, die sich auf Risiken beziehen, wissenschaftliche Gutachten abgegeben. Hierzu gehören die Bovine spongiforme Enzephalopathie und die Transmissible spongiforme Enzephalopathie, die Unbedenklichkeit von Lebensmittelzusatzstoffen wie Aspartam, allergieerzeugende Lebensmittelzutaten, gentechnisch veränderte Organismen (GVO), Wild- und Zuchtfische, Pestizide sowie Themen aus dem Bereich Tiergesundheit, wie etwa die aviäre Influenza (Vogelgrippe).
Die Agentur führt auch auf eigene Initiative wissenschaftliche Arbeitsaufgaben durch, wie etwa im Bereich der neu auftretenden Risiken, bei denen sich wissenschaftliche Erkenntnisse und Ansätze ständig weiterentwickeln. Ein Beispiel dafür ist die Entwicklung eines harmonisierten Ansatzes zum Vergleich der Risiken potenziell krebsverursachender Stoffe.
Die Behörde erhebt auch wissenschaftliche Daten und wertet diese aus, um zu gewährleisten, dass sich die europäische Risikobewertung auf möglichst alle verfügbaren wissenschaftlichen Informationen stützt. Sie leistet dies in Zusammenarbeit mit den EU-Mitgliedstaaten sowie durch die Einleitung öffentlicher Anhörungen und durch Aufrufe zur Einreichung von Daten.
Schließlich bietet die EFSA im Rahmen ihrer Risikokommunikation allen Interessengruppen und der Öffentlichkeit sachdienliche, schlüssige, präzise und zeitnahe Informationen über Fragen der Lebensmittelsicherheit, die sich auf ihre Risikobewertungen und ihr wissenschaftliches Fachwissen stützen.

## Aufbau und Organisation

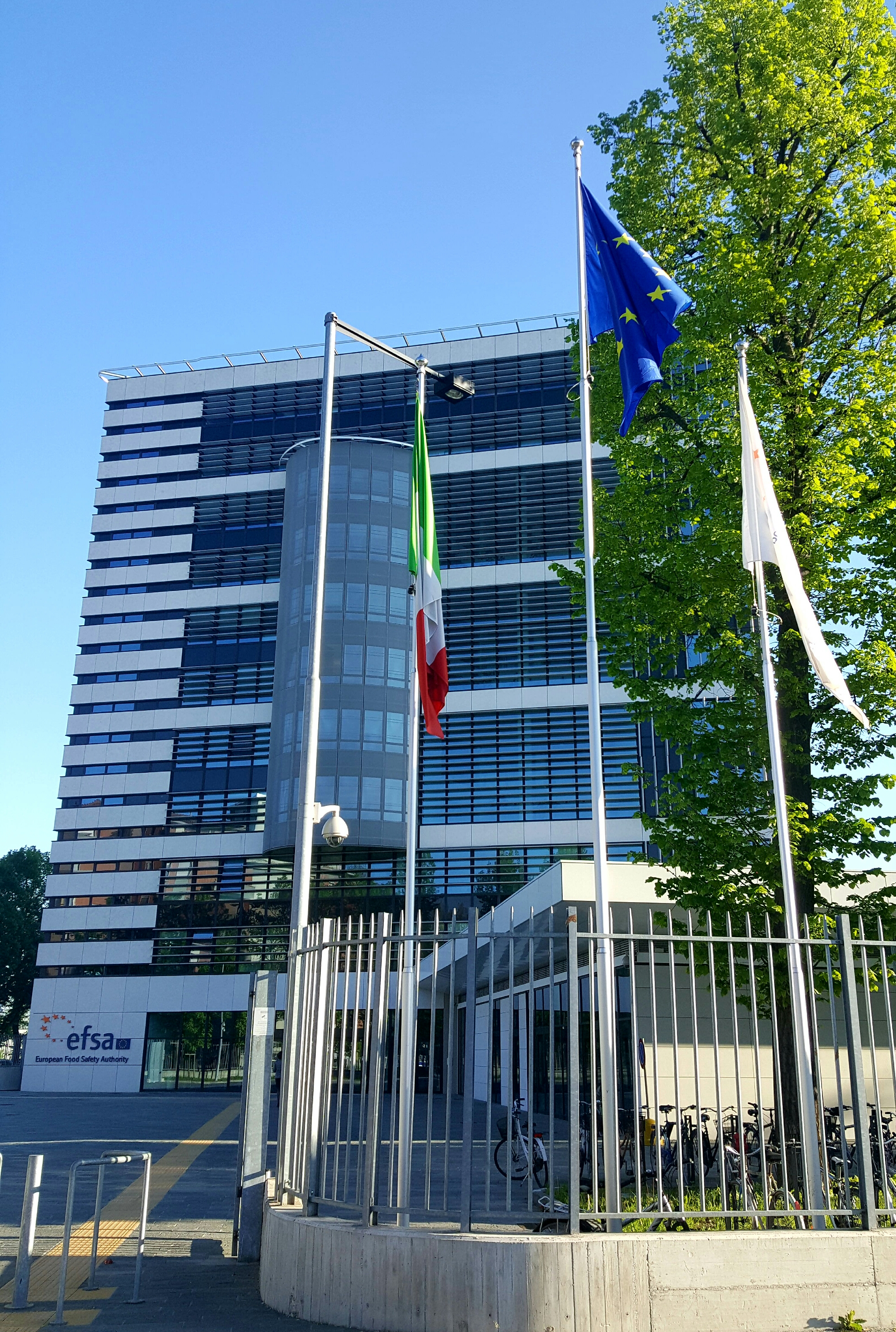
Hauptsitz der EFSA im italienischen Parma (2016)

Die Behörde ist unabhängig und untersteht einem Verwaltungsrat (Art. 25 der Verordnung).
Die Agentur hat vier Hauptorgane:
- Der Verwaltungsrat erstellt den Haushaltsplan, genehmigt das Jahresarbeitsprogramm und beabsichtigt hierdurch, dass die EFSA mit Partnerorganisationen innerhalb und außerhalb der EU erfolgreich zusammenarbeitet. Seine Mitglieder kommen gemäß der Errichtungsverordnung über eine festgelegte Quote aus der Verwaltung, öffentlichen Institutionen, der Industrie und Nicht-Regierungsorganisationen und werden turnusgemäß vom Europäischen Parlament auf Vorschlag der Mitgliedsländer gewählt. Die Arbeit des Verwaltungsrates ist verordnungsgemäß institutionell von der Risikobewertungsarbeit der Agentur getrennt und ist überwiegend von verwaltungstechnischer, strategischer und institutspolitischer Natur.

- Der Geschäftsführende Direktor ist der gesetzliche Vertreter der Behörde. Er ist für die operativen und Personalangelegenheiten sowie die Erstellung des Jahresarbeitsprogramms in Absprache mit der Europäischen Kommission, dem Europäischen Parlament und den EU-Mitgliedstaaten zuständig.

- Der Geschäftsführende Direktor wird in Fachfragen von einem wissenschaftlichen Beirat (Advisory Forum) aus Vertretern der für Risikobewertung von Futter- und Lebensmitteln zuständigen Stellen in den Mitgliedstaaten unterstützt, dem auch Beobachter aus Norwegen, Island, Türkei, Bosnien-Herzegowina, Montenegro, Serbien, Mazedonien, der Schweiz sowie der Europäischen Kommission angehören. EFSA und die Vertreter sämtlicher Mitgliedsländer im Beirat tauschen sich in relevanten Fachfragen jeweils über einen nationalen „EFSA Focal Point“ (für Deutschland am Bundesinstitut für Risikobewertung (BfR), eingerichtet) zu strategischen Schlüsselthemen, zu Krisen im Lebensmittel- und Futtermittelbereich, zu Arbeitsergebnissen nationaler Lebensmittelsicherheitsbehörden sowie von wissenschaftlichen Daten und Informationen zur Lebensmittel- und Futtermittelsicherheit, Ernährung, Tiergesundheit und Tierschutz sowie Pflanzenschutz und Pflanzengesundheit.

- Die wissenschaftlichen Gutachten und die wissenschaftliche Beratung der EFSA selbst werden vom Wissenschaftlichen Ausschuss (SC) und von zehn wissenschaftlichen Gremien im Rahmen ihrer jeweiligen Zuständigkeit bereitgestellt. Der Wissenschaftliche Ausschuss und die wissenschaftlichen Gremien (englisch Panels) der EFSA setzen sich aus Sachverständigen aus allen Bereichen der wissenschaftlichen Risikobewertung von Futter- und Lebensmitteln sowie der Tier- und Pflanzengesundheit zusammen. Diese müssen sich aktiv auf der Basis offener, europaweiter Ausschreibungen bewerben und werden aufgrund ihrer wissenschaftlichen Exzellenz zur Mitarbeit bei der EFSA berufen. Die Wissenschaftlichen Gremien der Agentur sind (EFSA-interne Kurzformen in Klammern):
  - Zusatzstoffe, Erzeugnisse und Stoffe in der Tierernährung (FEEDAP)
  - Tiergesundheit und Tierschutz (AHAW)
  - Biologische Gefahren (BIOHAZ), einschließlich Risiken im Zusammenhang mit BSE/TSE
  - Kontaminanten in der Lebensmittelkette (CONTAM)
  - Diätetische Produkte, Ernährung und Allergien (NDA)
  - Lebensmittelzusatzstoffe und Lebensmitteln zugesetzte Nährstoffquellen (ANS)
  - Materialien, die mit Lebensmitteln in Berührung kommen, Enzyme, Aromastoffe und Verarbeitungshilfsstoffe (CEF)
  - Genetisch veränderte Organismen (GMO)
  - Pflanzengesundheit (PLH)
  - Pflanzenschutzmittel und ihre Rückstände (PPR)
  - Scientific Committee & Emerging Risks (SCER)

Die Sachverständigen der Gremien kommen überwiegend aus der EU und arbeiten bei Hochschulen, Forschungseinrichtungen und nationalen Behörden für Lebensmittelsicherheit. Da die EFSA-Gremien in der Mehrzahl aller Bewertungen Meta-Analysen bereits vorliegender wissenschaftlicher Studien durchführen müssen, sollen die Experten nicht nur Erfahrung bei der Durchführung von Risikobewertungen haben, sondern auch bei der Begutachtung wissenschaftlicher Arbeiten und Publikationen unter Fachkollegen (so genannte Peer-Reviews). Die Sachverständigen sind verpflichtet, ihre Biographien auf der EFSA-Website zu veröffentlichen und ihre möglichen Interessenskonflikte offenzulegen (sogenannte „declaration of interests“). Bei möglichen Interessenskonflikten schließt die EFSA die betroffenen Sachverständigen von der Bewertungsroutine aus; dies geschieht einige Male im Jahr.

## Zusammenarbeit der EFSA mit Interessengruppen
Die EFSA hat mehrere institutionelle Mittel, um den Austausch mit und die Einbeziehung von Interessengruppen zu fördern. Sie selbst definiert Interessengruppen als: „repräsentative Organisationen, die ein Interesse an der Arbeit der Behörde bzw. dem Lebens- und Futtermittelsektor im Allgemeinen haben“ und unterteilt sie in sieben Hauptgruppen
1. Verbraucherverbände
2. Nichtregierungsorganisationen und Interessenverbände
3. Unternehmen und Lebensmittelindustrie
4. Vertreiber und Horeca (Hotels, Restaurants, Caterer)
5. Berufs- und Fachverbände
6. Wissenschaftler
7. Landwirte und Primärerzeuger

Alle Interessengruppen, die daran interessiert sind, mit der EFSA zusammenzuarbeiten müssen gewisse Kriterien erfüllen, um zugelassen zu werden, darunter zum Beispiel, dass sie im Transparenzregister der EU eingetragen sind, aber auch, dass sie nicht-gewinnorientiert sind und nicht nur exklusiv ein Unternehmen vertreten. Im Juli 2023 waren 142 Interessengruppen zugelassen.
Bereits im Gründungsvertrag finden sich Bestimmungen darüber, dass im Verwaltungsrat der Agentur vier Mitglieder dem Kreis der Organisationen zu kommen haben, „die die Verbraucherschaft und andere Interessen in der Lebensmittelkette vertreten“. Auch hat die Agentur laut Gründungsvertrag „effektive Kontakte mit Vertretern der Verbraucher, der Erzeuger, der verarbeitenden Industrie und sonstigen Beteiligten“ zu unterhalten.
Die EFSA bietet mehrere Plattformen um die Zusammenarbeit mit (registrierten) Interessengruppen zu fördern. Dazu gehören unter anderem ein Forum der Interessengruppen (Stakeholder Forum), ein Büro der Interessengruppen (Stakeholder Bureau), Rundtischgespräche, Themenbezogene Diskussionsgruppen und eine Digitale Gemeinschaftsplattform.
Zugang für alle, also auch nicht registriere, Interessengruppen bieten die Öffentlichen Konsultationen (Public Consultations), bei denen sogar einfache Bürger versuchen können, ihre Beiträge in die Risikobewertung einfließen zu lassen, auch wenn die Beiträge von Letzteren in der Praxis von keiner großen Relevanz sind.

## Finanzierung der Agentur
Die Agentur ist eine unabhängige dezentrale europäische Einrichtung, die aus dem Haushaltsplan der EU finanziert wird und die unabhängig von der Europäischen Kommission, dem Europäischen Parlament und den EU-Mitgliedstaaten tätig ist.

## EFSA-Journal
Die Behörde verfügt über eine eigene Zeitschrift, das EFSA Journal, das im Open Access vollständig online zugänglich ist.

## Kritik
Anlässlich der Zulassung der von BASF entwickelten Kartoffel Amflora kritisierte Frankreichs Staatssekretärin für Ökologie Chantal Jouanno 2010 das Vorgehen der EU-Aufsicht für Lebensmittel. Die Behörde habe sich nur für gesundheitliche Folgen interessiert und die Auswirkungen von gentechnisch veränderten Pflanzen auf die Umwelt nicht weiter in Betracht gezogen. Die Aufsicht müsse ihre Methoden verbessern. „Wir respektieren die Kompetenz der Lebensmittelbehörde nicht, weil wir ihre Einschätzungen für unvollständig halten.“
Laut einem Bericht der Süddeutschen Zeitung arbeiten führende Mitarbeiter der EFSA eng mit der Industrie zusammen. Sie seien für große Lebensmittelunternehmen wie Nestlé, Kraft Foods oder Unilever tätig, die sie andererseits kontrollieren sollten. Dadurch sei die Unabhängigkeit der Behörde stark gefährdet.
Nach Meinung der Umweltorganisation Friends of the Earth berücksichtigt die EFSA bei den Zulassungsanträgen nicht genügend mögliche Risiken. Die Organisation wirft der Behörde auch mangelnde Unabhängigkeit vor. Diese Vorwürfe wurden von der EFSA zurückgewiesen.
Eine weitere Kritik betraf die im Jahr 2010 amtierende Vorsitzende des Verwaltungsrates, die ungarische Hochschulprofessorin Diana Bánáti. Sie war auch bis Oktober 2010 im Vorstand des International Life Sciences Institutes Europe (ILSI), dem, seitens Greenpeace, Lobbying für die Gentechnikindustrie vorgeworfen wird. Das ILSI bestreitet dies und verweist in einem Brief an Nature, dass es seit 1991 bei der Weltgesundheitsorganisation als Nichtregierungsorganisation registriert ist. Allerdings schloss die Weltgesundheitsorganisation das ILSI 2006 wegen zu enger Kontakte mit der Industrie bei der Festlegung von Normen für die Belastung von Wasser und Nahrung aus. Seit Frau Bánátis Berufung durch das Europäische Parlament sei kein einziger Zulassungsantrag für eine gentechnisch veränderte Pflanze abgelehnt worden, weshalb die EU-Grünen im Oktober 2010 ihren Rücktritt forderten. Laut einem Bericht des MDR vom 8. November 2010 sollen weitere Mitarbeiter der Behörde für das ILSI tätig sein. Andreas Gies, Mitarbeiter des deutschen Umweltbundesamtes, und der Bund für Umwelt und Naturschutz Deutschland haben sich gegenüber dem Sender kritisch zur Unabhängigkeit der Behörde geäußert.
In der Kritik steht die EFSA auch in Sachen des Herbizids Glyphosat. Von der italienischen Tageszeitung La Stampa sowie von der britisch-amerikanischen Zeitung The Guardian wurde der Agentur 2017 vorgeworfen, Texte des Glyphosat-Herstellers Monsanto in ihr eigenes Unbedenklichkeits-Gutachten übernommen zu haben. Die EU-Kommission wies die Vorwürfe an ihre Agentur mit dem Argument teilweise zurück, nicht erst die EFSA hätte Textbausteine von Monsanto kopiert, sondern vielmehr habe das Deutschland in seiner Rolle als Berichterstatter getan.

## Externe Evaluierung
Die Agentur ist verpflichtet, ihre Arbeit alle sechs Jahre extern und unabhängig evaluieren zu lassen. Die erste Evaluierung wurde 2005 durchgeführt. Die zweite, 2011 durchgeführte und im September 2012 veröffentlichte Evaluierung durch Ernst & Young untersuchte die drei Arbeitsgebiete Bereitstellung wissenschaftlicher Ergebnisse, Risikokommunikation und wissenschaftliche Kooperation mit Organisationen der Lebensmittelsicherheit. Außerdem wurden die EFSA-Prinzipien Unabhängigkeit, Offenheit und Transparenz evaluiert. Die Evaluierung kam zu dem Schluss, EFSA habe zur Bereitstellung qualitativ hochwertiger wissenschaftlicher Arbeit beigetragen, generell nützliche aber teilweise unklare Risikokommunikation geleistet, und ein adäquates wenngleich ausbaufähiges System von Kooperation und Netzwerken unterhalten. EFSA habe unabhängig gearbeitet und ein hohes Niveau an Offenheit und Transparenz sichergestellt, wobei im Bereich der Risikobewertung noch zu wenig Offenheit und Transparenz bestehe. Es wird empfohlen, die Verbindungen zwischen EFSA und Industrie transparenter zu kommunizieren, die internen Abläufe im Zusammenhang mit Interessenserklärungen zu überprüfen sowie mit Kritik an der Unabhängigkeit besser umzugehen.